# Mariola Tortosa Manzanares
Mariola Tortosa Manzanares es una profesora universitaria e investigadora española especializada en Química orgánica. En 2021 obtuvo la Medalla José Barluenga a la trayectoria científica, concedido por el Grupo Especializado de Química Orgánica (GEQOR) de la Real Sociedad Española de Física y Química.

## Biografía
Mariola Tortosa estudió Ciencias Químicas en la Universidad Autónoma de Madrid (UAM), carrera que finalizó en 1999 recibiendo el premio extraordinario de licenciatura. En 2005 obtuvo título de Doctora cum laude. Su tesis, con el título Aplicación de sulfóxidos [alfa, beta]-insaturados en reacciones de claisen, diels-alder y adición nucleófila, la realizó en el Instituto de Química Orgánica del CSIC bajo la dirección del profesor Roberto Fernández de Pradilla. Un año antes, en 2004, había recibido el Premio Lilly de Investigación, que distinguía a los mejores doctorandos en el último año de tesis. 
Finalizado el doctorado se trasladó a Estados Unidos para trabajar en el centro de investigación de Florida The Scripps Research Institute con el profesor William R. Roush sobre la Síntesis total de Superstolide A. Allí  permaneció tres años, hasta que en 2008 regresó al Instituto de Química Orgánica General del CSIC con un contrato del programa Juan de la Cierva para la incorporación de doctorados a equipos de investigación en centros de I+D españoles.
En 2011 abandonó el CSIC y se incorporó con un contrato Ramón y Cajal al departamento de Química Orgánica de la Universidad Autónoma de Madrid donde comenzó su carrera como investigadora independiente y en la que es profesora titular.
Ha recibido dos subvenciones del Consejo Europeo de Investigación. La primera en 2013, una Starting-Grant para desarrollar el proyecto Diseño y aplicaciones de reacciones no convencionales de borilación (Design and applications of Unconventional Borylation Reactions) y en  2020 una Consolidator Grant, para su proyecto Vías selectivas para la escisión de enlaces carbono-nitrógeno, cuyo acrónimo es SCAN (Selective Pathways for Carbon-Nitrogen Bond Cleavage).
Además de las ayudas a su investigación, centrada en el desarrollo de nuevos procesos catalíticos que permitan formar enlaces carbono-boro y romper selectivamente enlaces carbono-nitrógeno, su labor investigadora se ha visto reconocida con diferentes galardones. En 2014, la Real Sociedad Española de Química la hizo entrega del premio Lilly a Jóvenes Investigadores y en 2021 obtuvo la Medalla José Barluenga a la trayectoria científica que concede anualmente el Grupo Especializado de Química Orgánica (GEQOR) de la Real Sociedad Española de Física y Química.
Mariola Tortosa es coordinadora del  grupo de investigación Catálisis selectiva para síntesis orgánica de la UAM, editora asociada de la revista Organic Letters del grupo ACS y autora de numerosos  trabajos que han sido publicados en destacadas revistas científicas. 

## Premios y reconocimientos
- Premio Lilly de Investigación (2004)[6]
- ERC - Starting Grant (2013)[7]
- Premio Real Sociedad Española de Química (2014)
- ERC - Consolidator Grant (2020)[13]
- Medalla José Barluenga (2021)[2]